# Giovanni Palatucci
Giovanni Palatucci (Montella, Província de Avellino, Itália em 31 de maio de 1909 – Dachau, Baviera, Alemanha em 10 de fevereiro de 1945) foi um oficial da polícia italiana, vice-comissário de segurança pública.
Funcionário da delagacia de estrangeiros da cidade de Fiume, hoje  Rijeka de 1937 a 1944, teria poupado da Solução Final milhares de judeus durante a Segunda Guerra Mundial. Por esta razão, teria sido deportado para o campo de concentração de Dachau, onde morreu. Por suas façanhas foi condecorado com a Medalha de Ouro de Mérito Civil italiana, considerado Justo entre as Nações pela Yad Vashem judaica em 12 de setembro de 1990 e Servo de Deus para a Igreja Católica.
Em 2013 foram levantadas dúvidas sobre a reconstrução correta dos acontecimentos históricos relacionados com a figura de Palatucci.

## Filmografia
- Senza confini, dirigido por Fabrizio Costa - Minisérie de Televisão de 2001 produzido e exibido pela RAI.

## Leia também
- Giuseppe Maria Palatucci